# La Voz (programa de televisión estadounidense)
La voz es un concurso de talentos estadounidense emitido por la cadena de televisión Telemundo. Este formato consiste en elegir entre un grupo de concursantes a aquellos que destaquen por sus cualidades vocales sin que su imagen influya en la decisión del jurado. La Voz es la versión en español del exitoso programa de NBC The Voice a nivel nacional de los Estados Unidos.
Lo que hace diferente a La voz de cualquier otro programa de talento es, que durante las audiciones a ciegas, los participantes solo podrán ser elegidos por su voz. Es decir, estas cuatro personalidades de la música estarán de espaldas a los participantes, por lo que nada sobre su aspecto físico podrá intervenir para ser seleccionados como parte del programa, sin importar ningún rasgo físico que tengas, incluso el género musical que el participante quiera interpretar, como por ejemplo, pop, rock, regional mexicano, jazz, o cualquier otro.
El 13 de septiembre de 2018, Telemundo anunció a Carlos Vives como el cuarto "coach" de La Voz. Vives se une a Luis Fonsi, Alejandra Guzmán y Wisin como "coaches" del concurso.
El presentador para esta primera edición de La voz es Jorge Bernal y como co-presentadora figura Jessica Cediel, esta última en backstage.

### Entrenadores
| 1 | Wisin | Alejandra Guzmán | Luis Fonsi | Carlos Vives |
| 2 | Wisin | Alejandra Guzmán | Luis Fonsi | Carlos Vives |

Galería de entrenadores
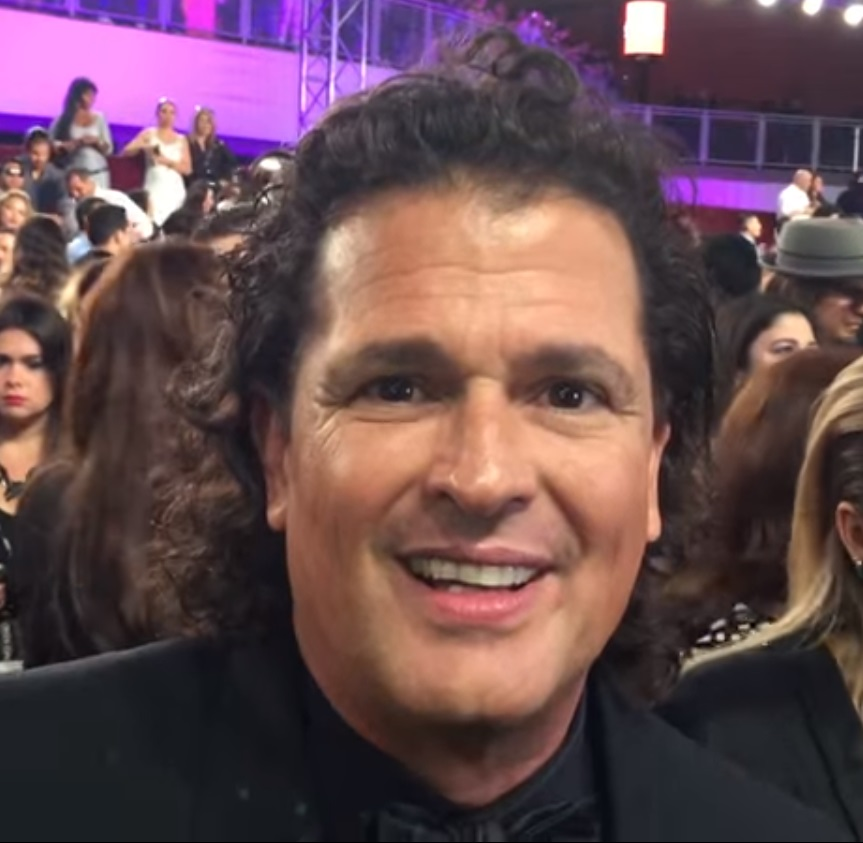
Carlos Vives (1-2)
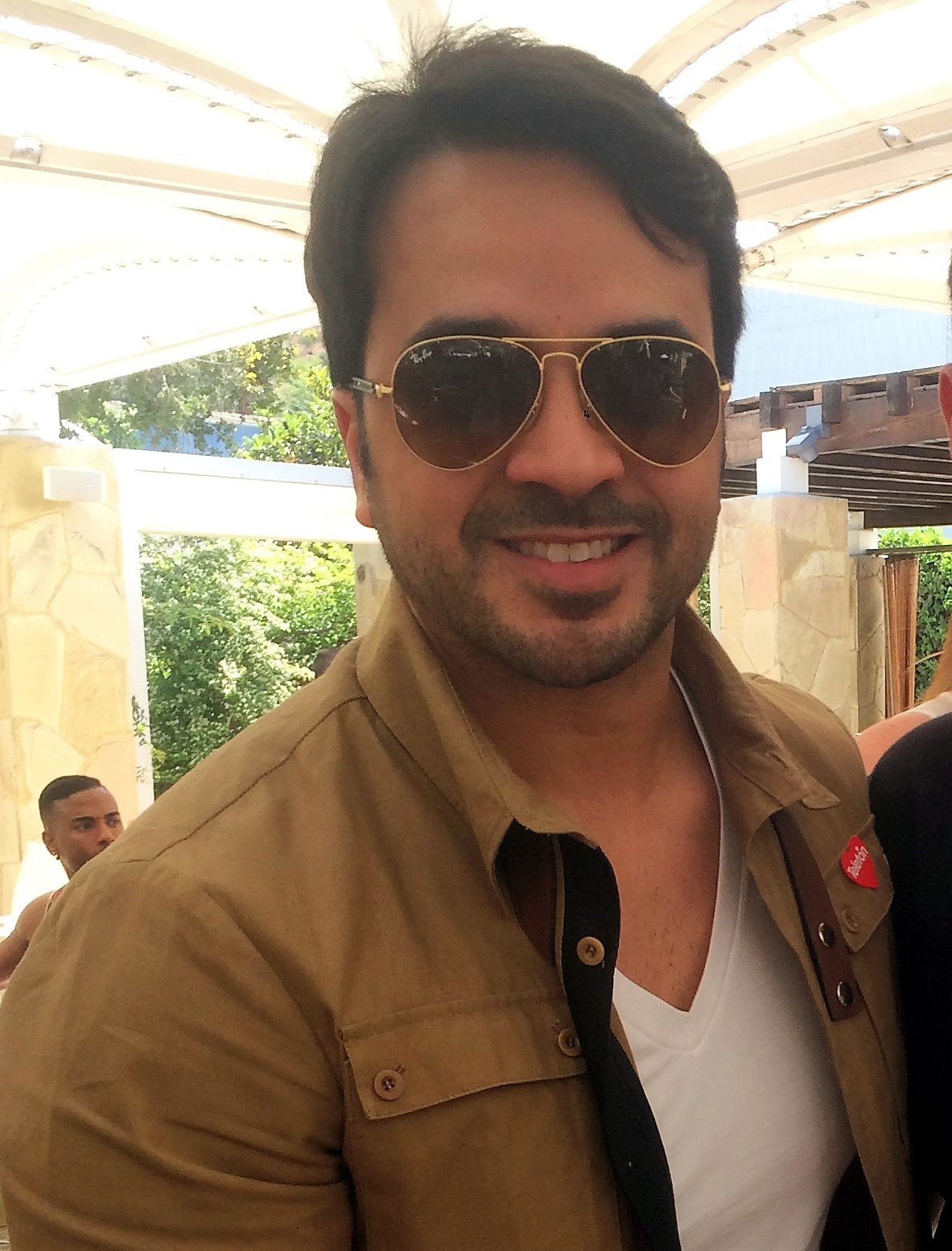
Luis Fonsi (1-2)
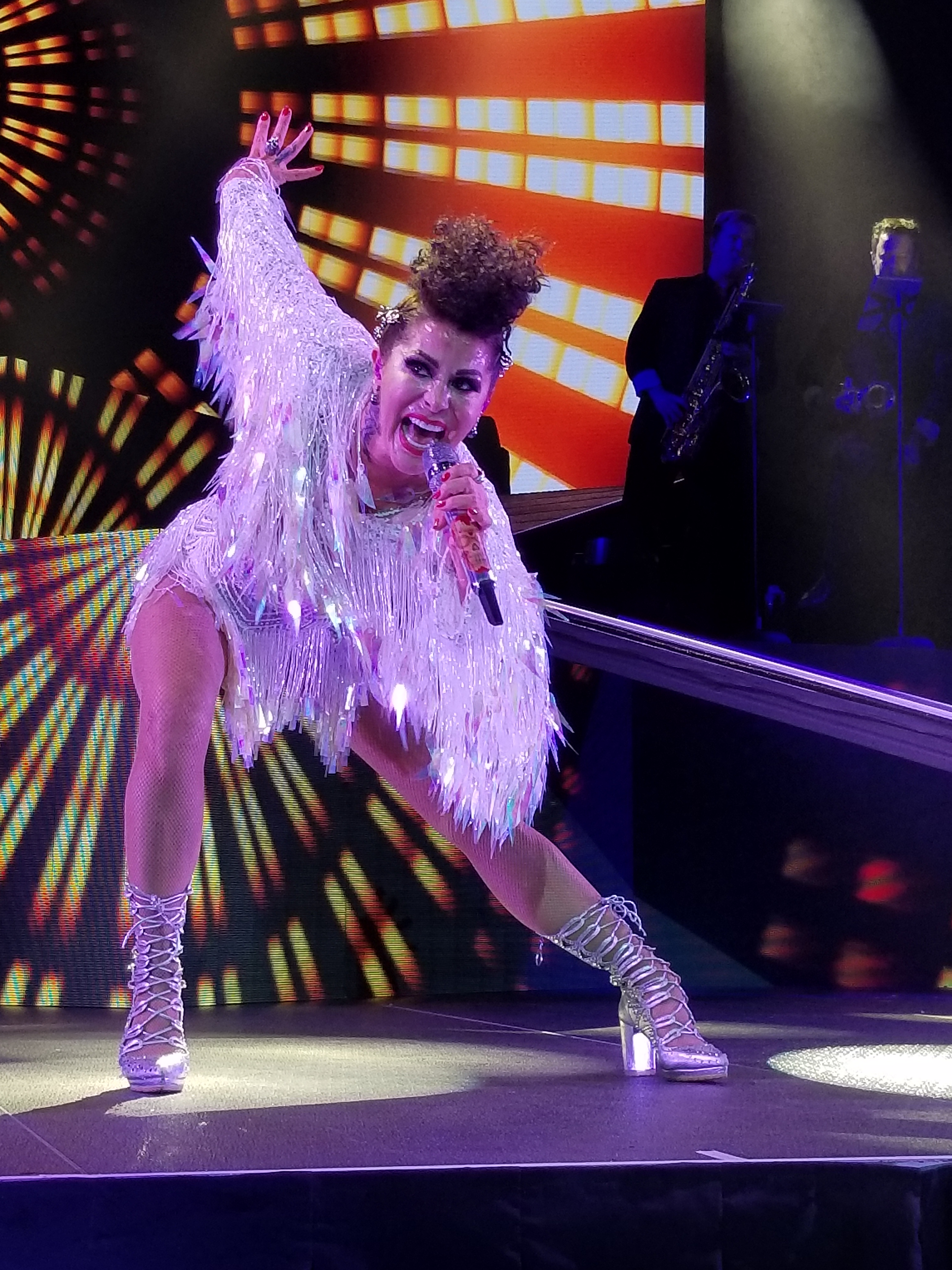
Alejandra Guzmán (1-2)
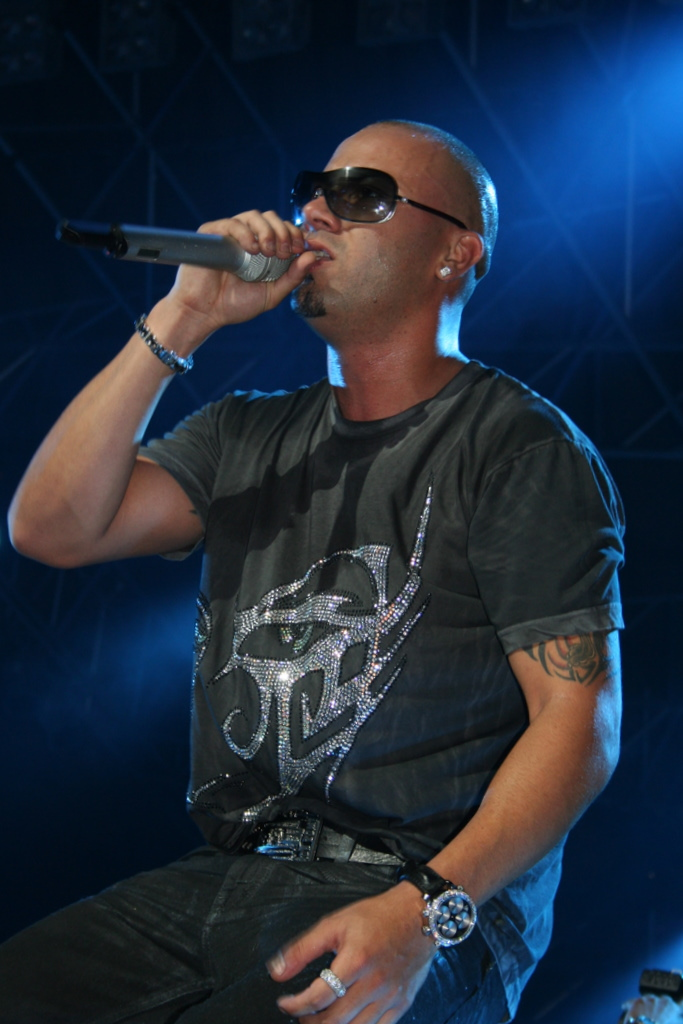
Wisin (1-2)

### Asesores
| 1 | Prince Royce Equipo Wisin | Becky G Equipo Guzmán     | Christian Nodal Equipo Fonsi | Carlos Rivera Equipo Vives   |
| 2 | Mario Domm Equipo Wisin   | Jesse & Joy Equipo Guzmán | Karol G Equipo Fonsi         | Sebastián Yatra Equipo Vives |

Coaches' advisors
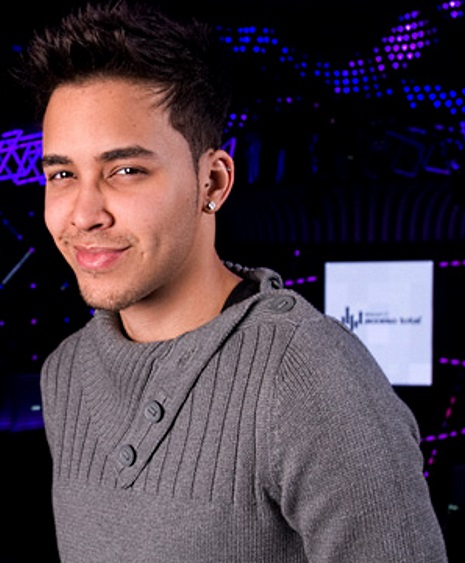
Prince Royce Team Wisin (2019)
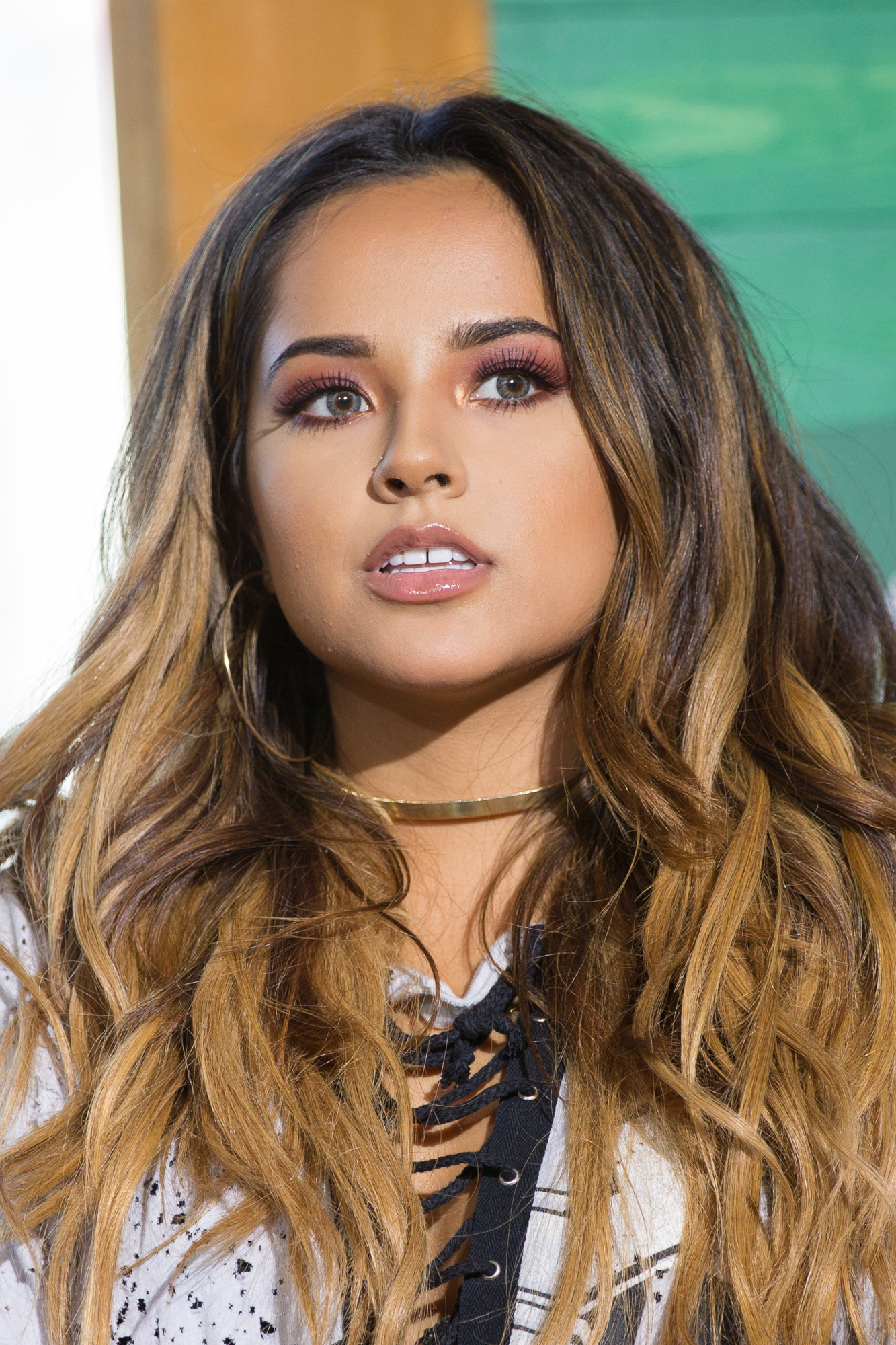
Becky G Team Guzmán (2019)
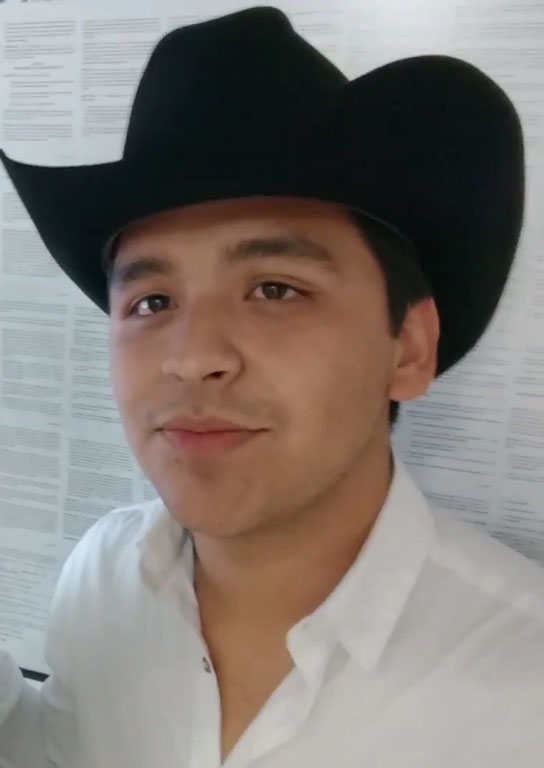
Christian Nodal Team Fonsi (2019)
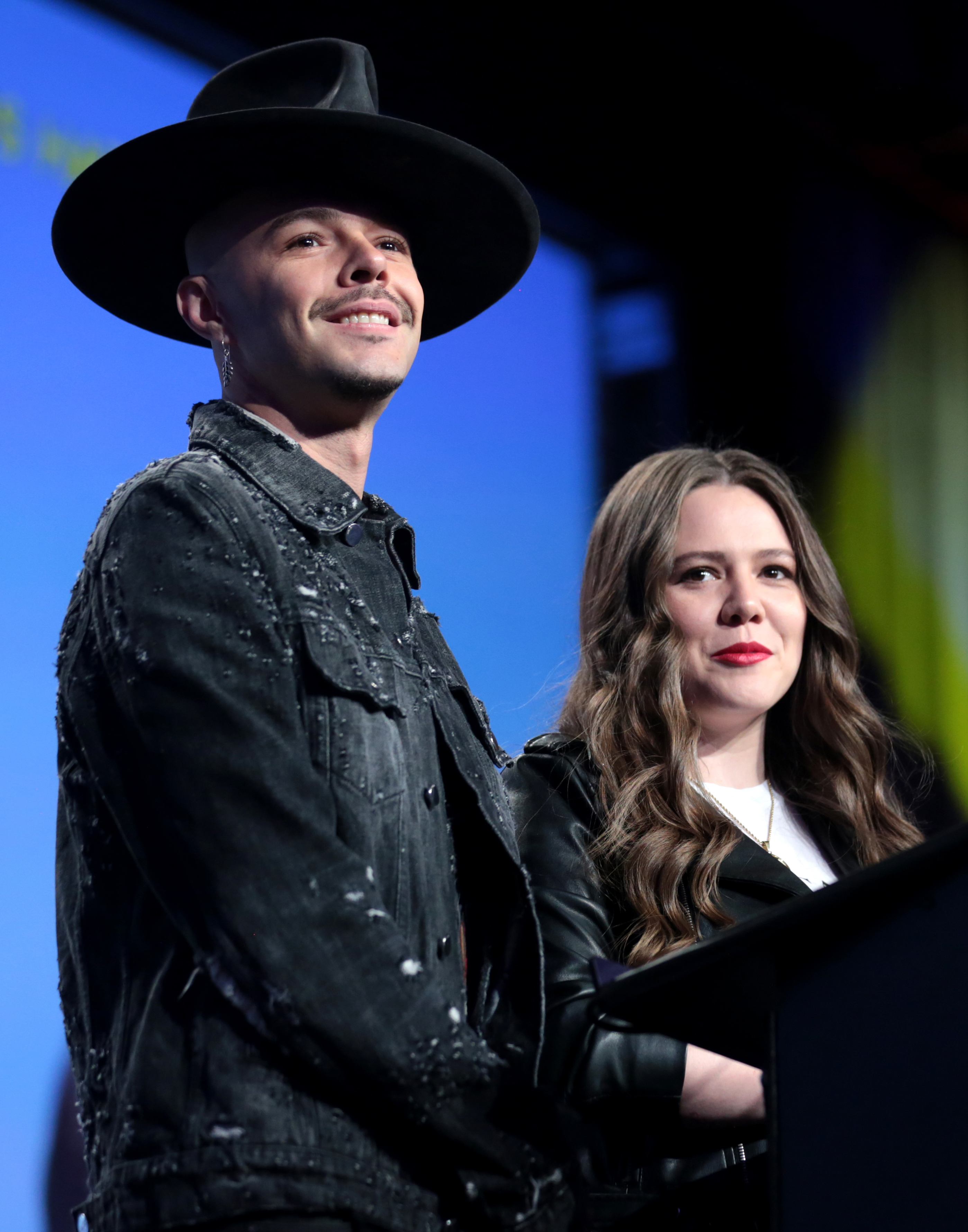
Jesse & Joy Team Guzmán (2020)
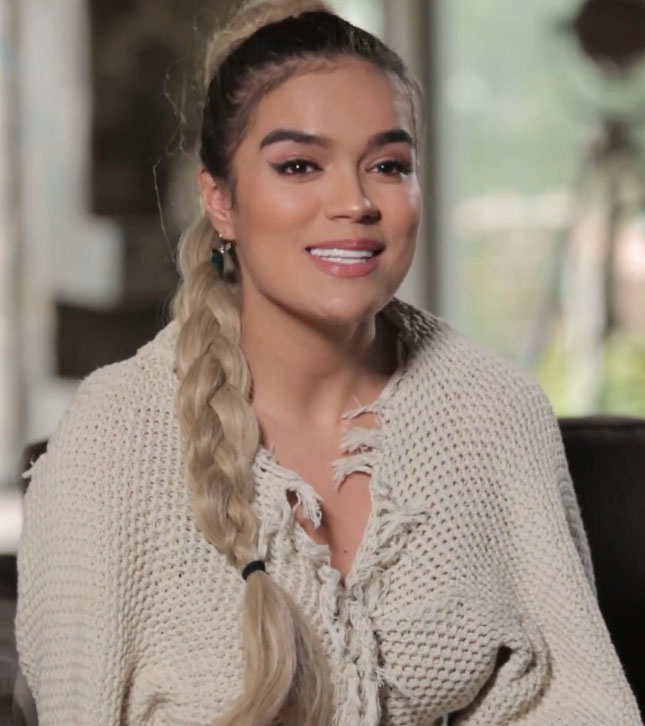
Karol G Team Fonsi (2020)
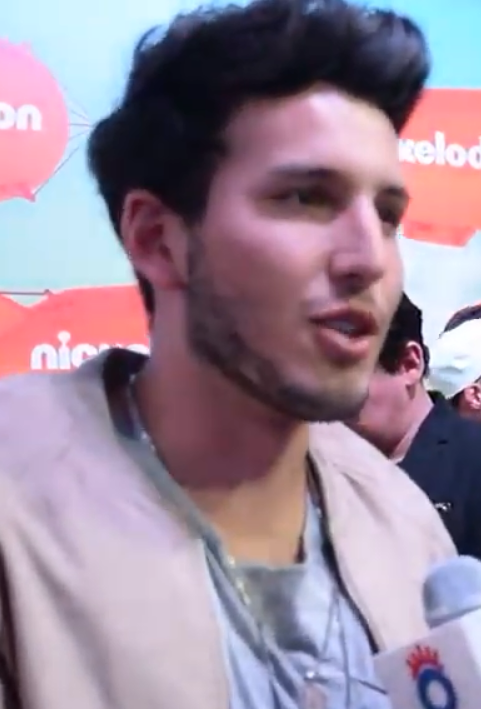
Sebastián Yatra Team Vives (2020)

### Artistas invitados
| 1 | Sebastián Yatra Equipo Carlos Vives (Robaste tu Beso) | Reik Equipo Wisin (Duele)                   | Yandel Equipo Wisin (Duele)             | Ozuna Equipo Fonsi (Imposible)          |
| 2 | Camilo Equipo Mau & Ricky (Tu Boca / Papas)           | Camilo Equipo Mau & Ricky (Tu Boca / Papas) | Rauw Alejandro Equipo Wisin (Una Noche) | Rauw Alejandro Equipo Wisin (Una Noche) |

Galería de Coentrenadores
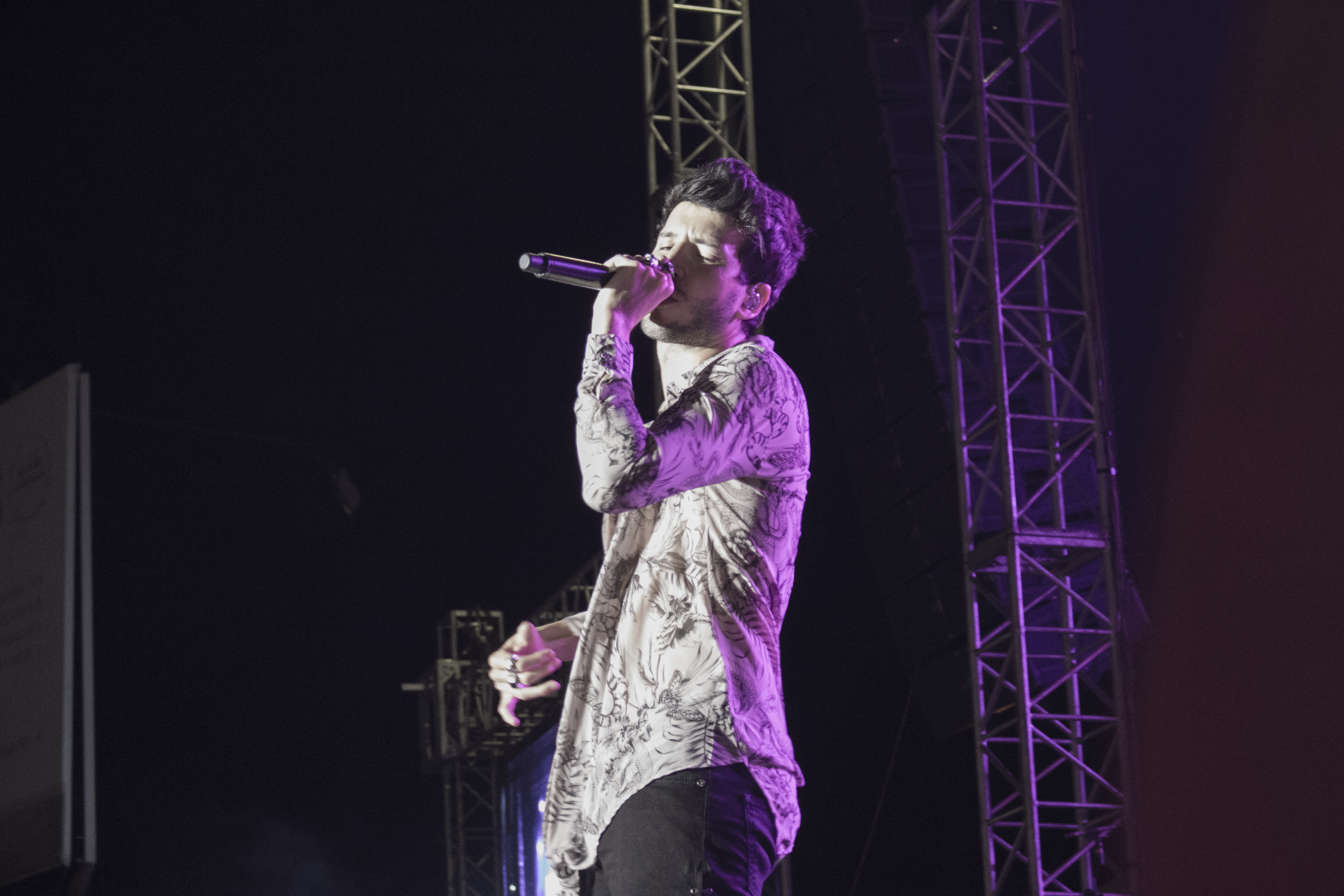
Sebastian Yatra con Vives (2019)
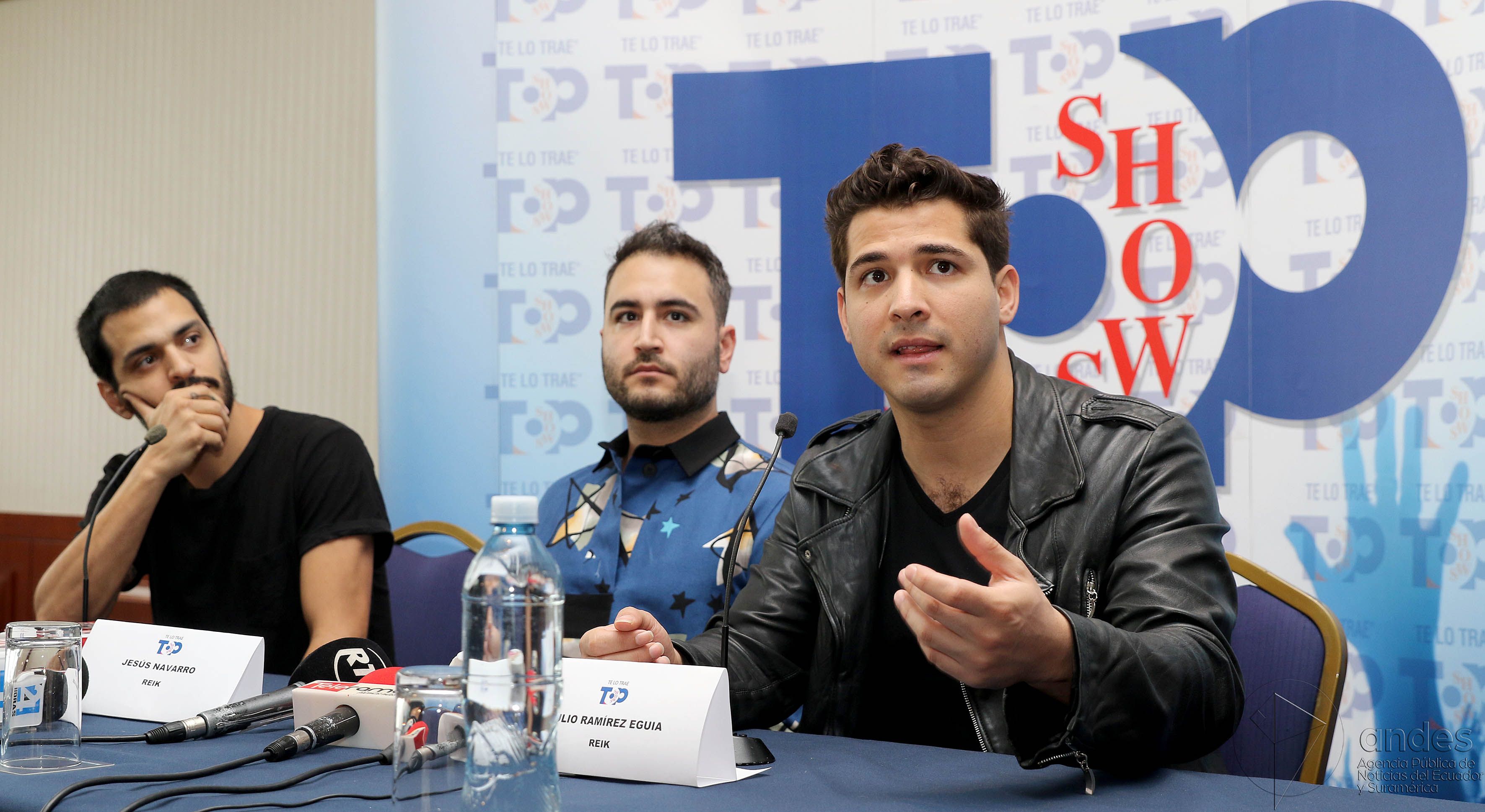
Reik con Wisin (2019)
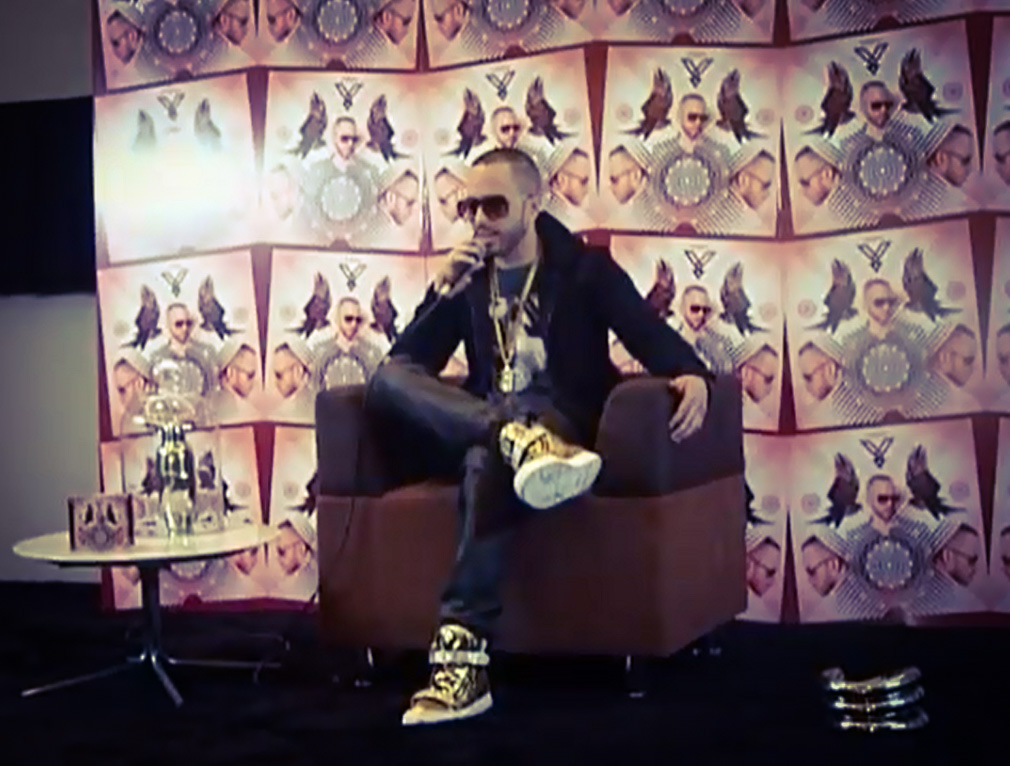
Yandel con Wisin (2019)
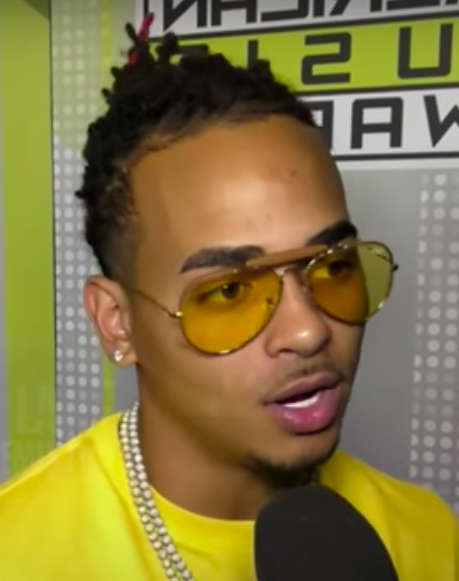
Ozuna con Fonsi (2019)
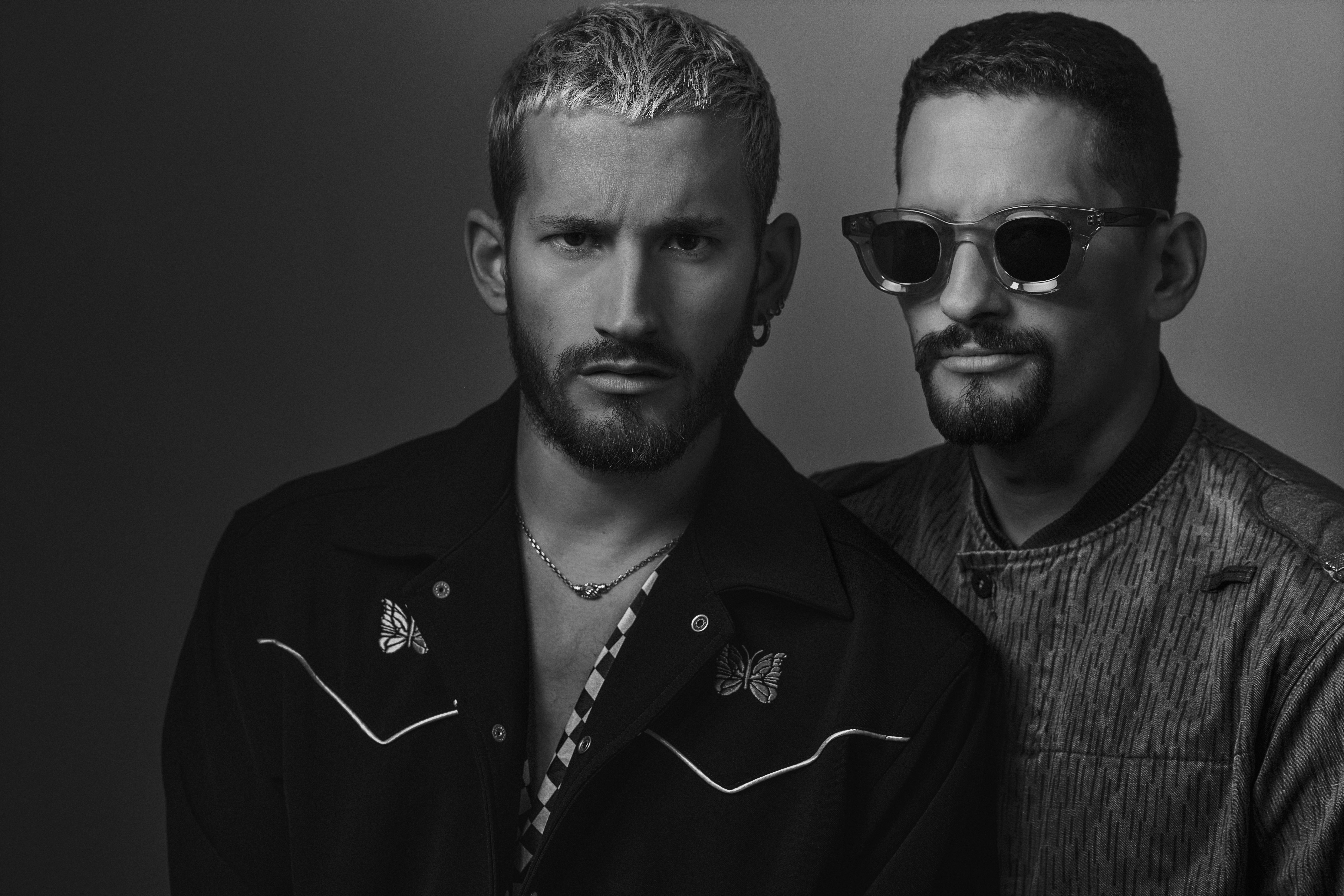
Mau & Ricky (2020)
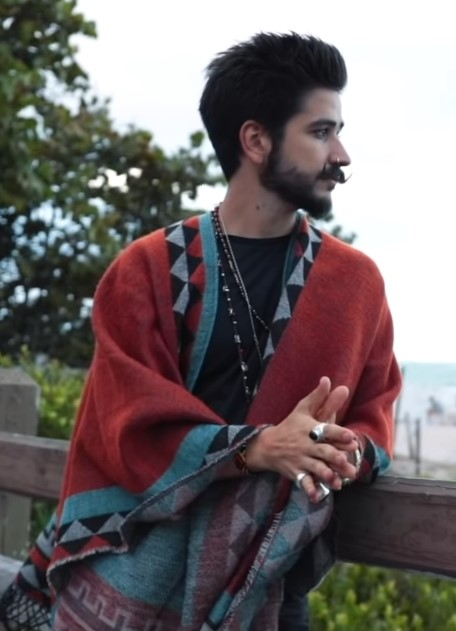
Camilo con Rauw Alejandro (2020)

### Equipos
1.º lugar
     2.º lugar
     3.º lugar
     4.º lugar
- Los finalistas de cada equipo están ubicados al principio de la lista, en negrita.
- Los participantes están listados en el orden en el cual fueron siendo eliminados.
- Los participantes están ordenados según la temporada en la cual han participado y el entrenador con el que participaron.
- Los nombres escritos en cursivas son los participantes que han sido eliminados.

| Temporada | Entrenadores                                                                     | Entrenadores                                                                 | Entrenadores                                                              | Entrenadores                                                            |
| 1         | Luis Fonsi                                                                       | Alejandra Guzmán                                                             | Wisin                                                                     | Carlos Vives                                                            |
| --------- | -------------------------------------------------------------------------------- | ---------------------------------------------------------------------------- | ------------------------------------------------------------------------- | ----------------------------------------------------------------------- |
| 1         | Jeidimar Rijos Katherine Lopez Jerry NontañezRaymundo Monge Jr.Orlando Iturriaga | Dunia Ojeda Kari Santoyo Ruben SandovalGenesis DiazAdrianna Foster           | Mayré Martínez Yashira Rodriguez Frances DueñasRonny MercedesJohnny Bliss | Mava Gonzalez Abel Flores Sheniel MaisonetLluvia VegaYireh Pizarro      |
| 2         | Luis Fonsi                                                                       | Alejandra Guzmán                                                             | Wisin                                                                     | Carlos Vives                                                            |
| 2         | Jose clase Rubi Mar Monge Isai ReyesEmily PirizBrian Cruz                        | Sugeily Cardona Julio Cesar Castillo Steven SibajaSantiago RamosJose Palacio | Andrea Serrano Aaron Barrios Albin St. RoseKaren GaleraChristine Marcelle | Sammy Colon Kayson Luis Burgos Jorge FrancoJimmy RodriguezDiana Puentes |

## Resumen
| Temporada | Estreno             | Final                | Ganador        | Segundo Lugar  | Tercer Lugar    | Cuarto Lugar   | Coach Ganador | Presentador/a             | Backstage         | Coaches (Orden de las Sillas) | Coaches (Orden de las Sillas) | Coaches (Orden de las Sillas) | Coaches (Orden de las Sillas) | Coaches (Orden de las Sillas) |
| Temporada | Estreno             | Final                | Ganador        | Segundo Lugar  | Tercer Lugar    | Cuarto Lugar   | Coach Ganador | Presentador/a             | Backstage         | 1                             | 2                             | 3                             | 4                             |                               |
| --------- | ------------------- | -------------------- | -------------- | -------------- | --------------- | -------------- | ------------- | ------------------------- | ----------------- | ----------------------------- | ----------------------------- | ----------------------------- | ----------------------------- | ----------------------------- |
| 1         | 13 de enero de 2019 | 21 de abril de 2019  | Jeidimar Rijos | Mayré Martínez | Mava Gonzalez   | Dunia Ojeda    | Luis Fonsi    | Jorge Bernal, Bracamontes | Jessica Cediel    | Vives                         | Fonsi                         | Guzmán                        | Wisin                         |                               |
| 2         | 19 de enero de 2020 | 16 de agosto de 2020 | Sammy Colon    | Jose Class     | Sugeily Cardona | Andrea Serrano | Carlos Vives  | Jorge Bernal, Bracamontes | Nastassja Bolívar | Vives                         | Fonsi                         | Guzmán                        | Wisin                         |                               |

## Formato
Se ha empleado una nueva elección de un artista en el programa, en lo cual, es la nueva forma de encontrar a un nuevo talento, los cuales son:

### Casting nacional
En el casting nacional se seleccionan a los que participarán a lo largo del programa en sus 15 emisiones. No asisten los entrenadores sino miembros del equipo del programa. El casting puede ser en línea o presencial en cualquiera de las siguientes ciudades:
- Primera temporada, 2018: Los Ángeles, Puerto Rico, Nueva York, Chicago, San Antonio, Miami, (6 ciudades)

En la primera temporada, en 2018, las audiciones comenzaron el 23 de junio.

### Etapa 1: Audiciones a ciegas
Los cuatro entrenadores estarán de espaldas a los participantes y se guiaran solo por su voz. Si la voz del participante es agradable a los entrenadores apretaran un botón ("Quiero tu voz") que hará girar su silla frente al participante, para finalmente conocerlo e indicar que el participante ha sido seleccionado. Si más de un entrenador aprieta el botón, el participante tendrá la opción de decidir con cual de los entrenadores quiere entrenarse en esta competencia, pero si un entrenador es el único que aprieta el botón, automáticamente, el participante se va a su equipo. Si ninguno de los entrenadores oprime el botón, significa que el participante queda eliminado. Se introdujo el "Bloqueo" que impedirá a un entrenador optar por un participantes.

### Etapa 2: Batallas
Esta es la segunda etapa; los entrenadores se verán obligados a reducir su equipo a la mitad, así que subirán a dos integrantes (o tres integrantes, según sea el caso) de su equipo a cantar juntos en un ring, quienes se enfrentarán y demostrarán quién tiene la mejor voz. Al final cada entrenador tomara la decisión de salvar a uno para pasar a la siguiente etapa, y el otro quedará eliminado, sin embargo, esta la modalidad del "Robo", donde el eliminado se encontrará apto para ser Robado por otros entrenadores a través de apretar el botón "Quiero tu voz", pero si más de un entrenador aprieta el botón, el participante elegirá a su nuevo entrenador. Para que los entrenadores tengan una elección de la voz en esta etapa, son asesorados por otros cantantes de importancia en el medio.

### Etapa 3: Shows en vivo
En esta etapa ingresan las 8 mejores voces de cada equipo, que harán un presentación grupal y luego cantaran como solistas. Al terminar este programa los televidentes votan y salvan a algunos participantes. Los salvados pasan a la próxima fase de Los Shows en Vivo. Luego seguirán la Semi-Final y La gran Final y consagrara a uno como La Voz US.

## Temporadas

### Primera temporada: 2019
La primera temporada de La voz U.S. se estrenó el 13 de enero de 2019. Los entrenadores que integran esta temporada son: Wisin, Alejandra Guzmán, Luis Fonsi y Carlos Vives. Jorge Bernal y Jessica Cediel aparecieron como los conductores
Esta temporada contendrá varias etapas: la primera etapa es, las audiciones a ciegas, donde cada entrenador reclutará 12 participantes; la segunda etapa son, las batallas, donde cada entrenador divide su equipo a la mitad, pasando así a la tercera y última etapa, los shows en vivo, con solo 6 participantes, en donde, después de su presentación individual ante el público, todo el equipo cantará con un artista invitado en la gala.
| Carlos Vives - Rubén Sandoval - Yireh Pizarro - Juan Jay Rico - Vega Rain - Ana Senko - Paola Lebron - Ricardo Malfatti - Kemily Corrales - Juan Quiñones - Pablo Arami - Mava Gonzalez - Manny Cabos | Luis Fonsi - Jeidimar Rijos - Katherine Lopez - Jerry Nontañez - Raymundo Monge Jr. - Orlando Iturriaga - Neenah Cintron - Deanette Rivas - Mari Burelle - Yashira Rodriguez - Ediberto Carmenatty - Abdiel Pacheco | Alejandra Guzmán - Genesis Diaz - Fran Gonzalez - Lizz King - Kari Santoyo - Abel Flores - Adrianna Foster - Jonathan Martinez - Ivonne Steel - Elvin Ramos - Sheniel Maisonet - Verónica Rodríguez - Dunia Ojeda | Wisin - Mayre Martinez - Yalilenys Pérez - Ronny Mercedes - Alpha Sarai - Marco Uribe - Elahim David - Stephanie Amaro - Lia La Vecchia - Johnny Bliss - María Karla Urra - Omar Carrasco - Brisila Barros - Frances Dueñas |

Cuatro participantes, uno por cada equipo representado a su entrenador, avanzaron a la Gran Final, donde Jeidimar Rijos resultó el Ganador, Mayré Martínez resultó el segundo lugar, Mava González el tercer lugar y Dunia Ojeda el cuarto lugar.

### Segunda temporada: 2020
La segunda temporada de La Voz (U.S.) se estrenó el 19 de enero de 2020. Los entrenadores que integran esta temporada son: Wisin, Alejandra Guzmán, Luis Fonsi y Carlos Vives. Jacqueline Bracamontes y Jorge Bernal y Nastassja Bolívar aparecieron como los conductores. 
Esta temporada contendrá varias etapas: la primera etapa es, las audiciones a ciegas, donde cada entrenador reclutará 12 participantes; la segunda etapa son, las batallas, donde cada entrenador divide su equipo a la mitad, pasando así a la tercera y última etapa, los shows en vivo, con solo 6 participantes, en donde, después de su presentación individual ante el público, todo el equipo cantará con un artista invitado en la gala.
| Carlos Vives - Sammy Colón - Jimmy Rodríguez - Kayson Burgos - Diana Puentes - Jorge Franco - Michelle Raymon - Alonso García | Luis Fonsi - Jose Class - Emily Piriz - Rubi Mar Monge - Brian Cruz - Isai Reyes - Adrián Torres - Arturo Guerrero | Alejandra Guzmán - Sugeily Cardona - Julio Castillo - Jose Palacio - Alejandra Mor - Santiago Ramos - Steven Sibaja - Alexandra Carro | Wisin - Andrea Serrano - Albin St. Rose - Aaron Barrios - Lizette Rubio - Janine Rivera - Karen Galera - Gabriel Arredondo - Christine Marcelle |

Cuatro participantes, uno por cada equipo representado a su entrenador, avanzaron a la Gran Final, donde Sammy Colón resultó el Ganador, Jose Class resultó el segundo lugar, Sugeily Cardona el tercer lugar y Andrea Serrano el cuarto lugar.